# Cessieu
Cessieu est une commune française située dans l'arrondissement et le canton de La Tour du Pin, le département de l'Isère, en région Auvergne-Rhône-Alpes.
Située dans le Nord-Isère, la  commune, à l'aspect encore  rural, positionnée à l'Est de l'agglomération de Bourgoin-Jallieu, est adhérente à la communauté de communes Les Vals du Dauphiné dont le siège est fixé à La Tour-du-Pin.
Ses habitants sont les Cessieutois.

## Géographie

### Situation et description - Intercommunalité -
Cessieu est située à 9 km de Bourgoin-Jallieu et à 6 km de La Tour-du-Pin sur la D1006 (ex RN 6) qui relie ces deux  villes. La rivière La Bourbre qui rejoint le Rhône, traverse le village ainsi que la rivière de l'Hyen, son affluent. La commune est traversée par l'autoroute A 43 Lyon - Chambéry réalisée en 1972 et qui rejoint à l'Ouest, l'autoroute A 48 Lyon-Grenoble dont l'échangeur de Coiranne est situé sur la Commune voisine de Sérezin de la Tour.
La commune est desservie par les lignes ferroviaires Lyon - Grenoble et Lyon – Chambéry.
Cessieu d'une superficie de 1 435 hectares se situe pour la plus grande partie dans la vallée de la Bourbre à une altitude de 310 mètres et pour le surplus, côté Nord, sur le plateau du Bois de Cessieu à une altitude de 500 mètres.  Quatre hameaux viennent se rattacher au centre bourg, Vachères, Coiranne, Pévrin et le Bois de Cessieu.
La Commune de Cessieu a adhéré au District Urbain de La Tour du Pin, lors de sa création en 1960 ; il regroupait à partir de 1968, sept communes. Cette structure intercommunale est devenue à compter du 2 octobre 2000 la Communauté de Communes des Vallons de La Tour du Pin regroupant 10 communes. Le 1er janvier 2017 une nouvelle structure regroupant 36 communes a vu le jour sous le nom de « Communauté de communes Les Vals du Dauphiné » ; son siège étant fixé à La Tour du Pin.

### Géologie et relief
Le territoire de Cessieu se situe intégralement entre la plaine de Lyon et la bordure occidentale du plateau du Bas-Dauphiné qui recouvre toute la partie iséroise où il n'y a pas de massifs montagneux.
Le plateau se confond en partie avec la micro-région du Nord-Isère, région qui est composée essentiellement de collines de basse ou moyenne altitude et des longues vallées et plaines. Les glaciations qui se sont succédé au cours du Quaternaire sont à l'origine du modelé actuel de la plaine, les produits antéglaciaires restant profondément enfoui sous les dépôts d'alluvions liés à l'écoulement des eaux lors de la fonte des glaces.

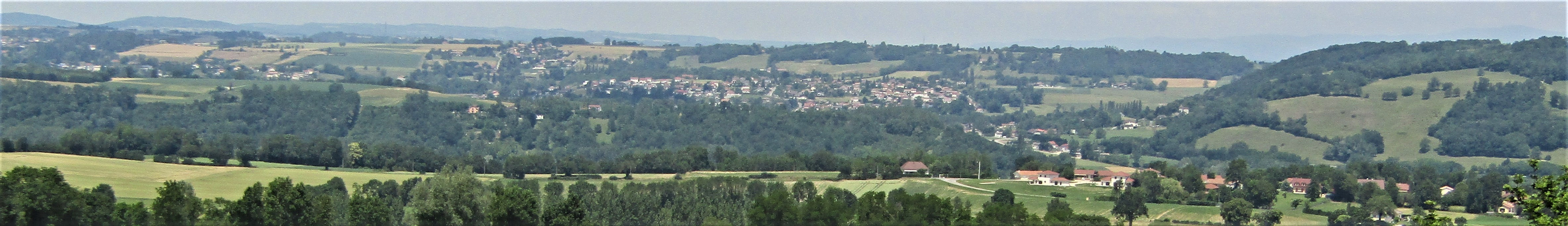
Panorama sur Cessieu et la vallée de la Bourbre

### Hydrographie
Cours d'eau

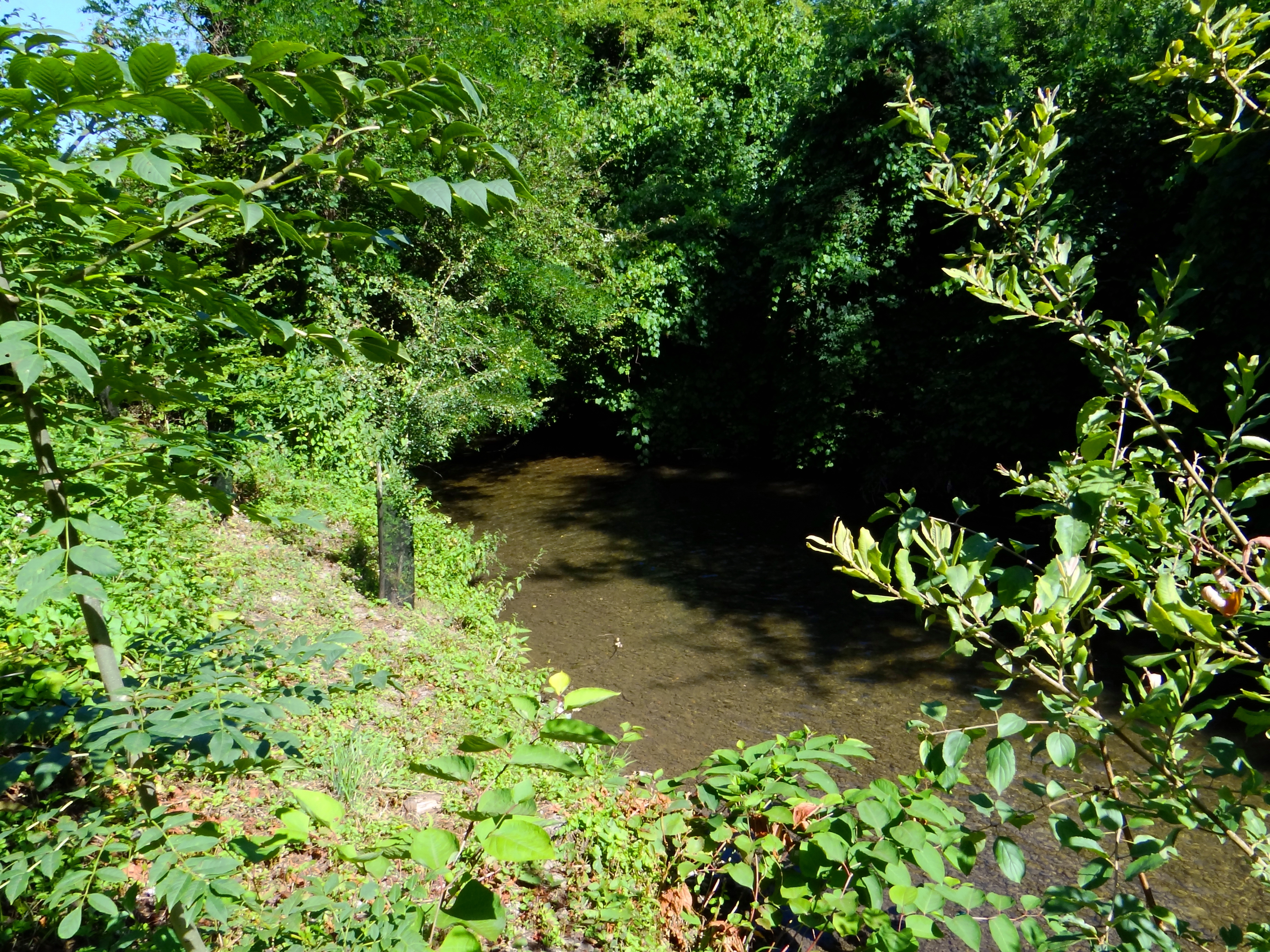
La Bourbre sur la commune de Cessieu à la fin du mois de juillet.

Le territoire de la commune de Cessieu est essentiellement traversé par un affluent direct en rive gauche du Rhône, la Bourbre, son affluent la Rivière de l'Hien ainsi que par quelques ruisseaux de tailles modestes. Le  principal cours d'eau  s'écoule dans un axe est-ouest.
La Bourbre est une rivière d'une longueur de 72,2 km prenant sa source à Burcin (Isère). Le Syndicat Mixte d'Aménagement du Bassin de la Bourbre, regroupant 75 communes, est la structure de gestion du bassin ;
Son affluent principal, en rive gauche est l'Hien d'une longueur de 17,2 km et qui se présente sous la forme d'une modeste rivière au débit irrégulier, prenant sa source à Belmont (Isère).

### Climat
Pour des articles plus généraux, voir Climat d'Auvergne-Rhône-Alpes et Climat de l'Isère.
En 2010, le climat de la commune est de type climat océanique altéré, selon une étude du Centre national de la recherche scientifique s'appuyant sur une série de données couvrant la période 1971-2000. En 2020, Météo-France publie une typologie des climats de la France métropolitaine dans laquelle la commune est exposée à un climat de montagne ou de marges de montagne et est dans la région climatique Alpes du nord, caractérisée par une pluviométrie annuelle de 1 200 à 1 500 mm, irrégulièrement répartie en été.
Pour la période 1971-2000, la température annuelle moyenne est de 11,7 °C, avec une amplitude thermique annuelle de 17,8 °C. Le cumul annuel moyen de précipitations est de 1 172 mm, avec 9,9 jours de précipitations en janvier et 7 jours en juillet. Pour la période 1991-2020, la température moyenne annuelle observée sur la station météorologique de Météo-France la plus proche, « Bourgoin », sur la commune de Bourgoin-Jallieu à 8 km à vol d'oiseau, est de 12,4 °C et le cumul annuel moyen de précipitations est de 844,0 mm,. Pour l'avenir, les paramètres climatiques de la commune estimés pour 2050 selon différents scénarios d'émission de gaz à effet de serre sont consultables sur un site dédié publié par Météo-France en novembre 2022.

### Voies de communication

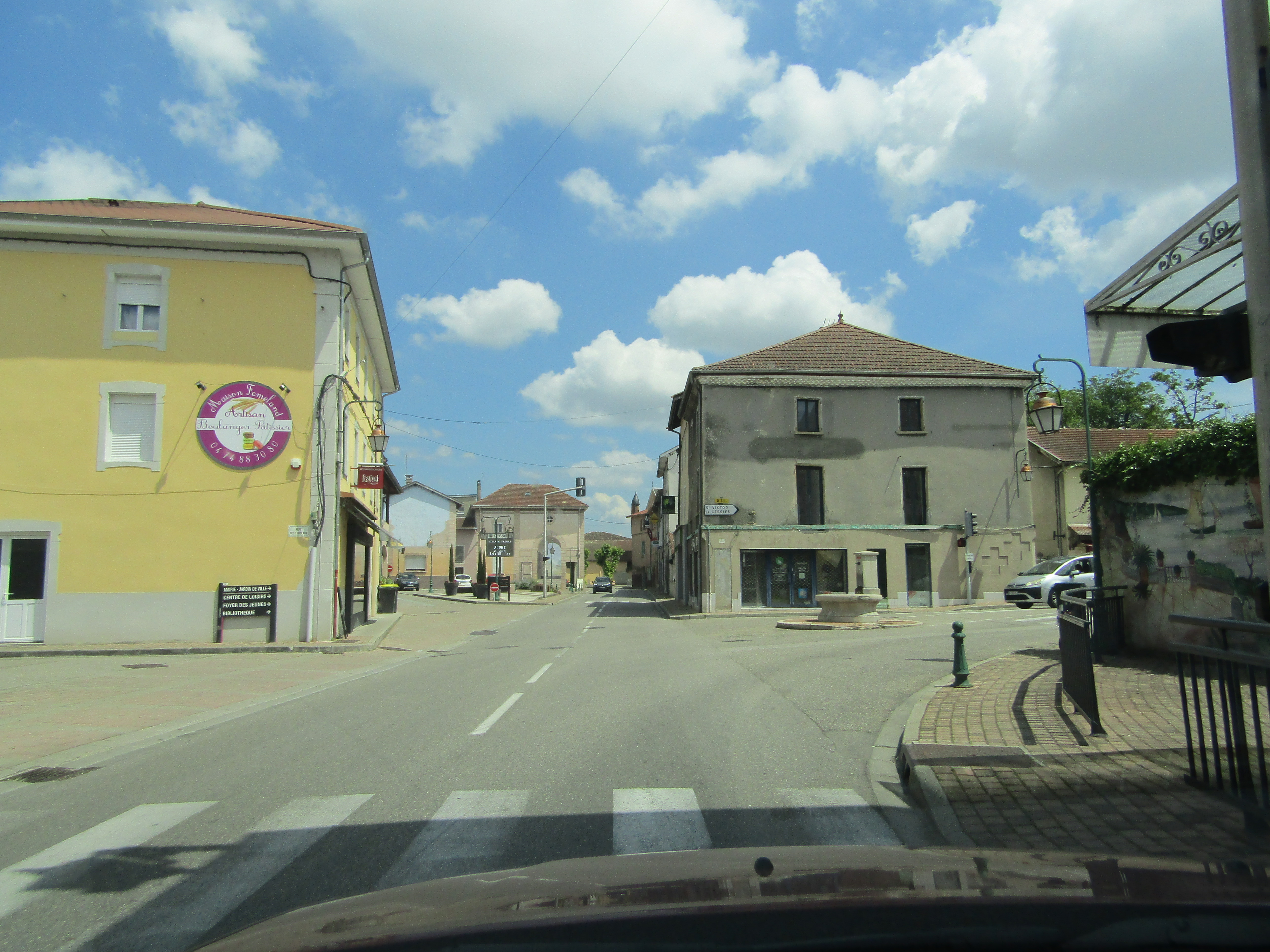
L'ancienne RN6 dans le centre du village

#### Voies routières
L'A43 relie la commune à Lyon et à Chambéry traverse le territoire communal situé entre deux sorties :
- 8 à 37 km : Bourgoin-Jallieu-centre, Nivolas-Vermelle, Ruy-Montceau ;
- 9 à 47 km : La Tour-du-Pin-centre.

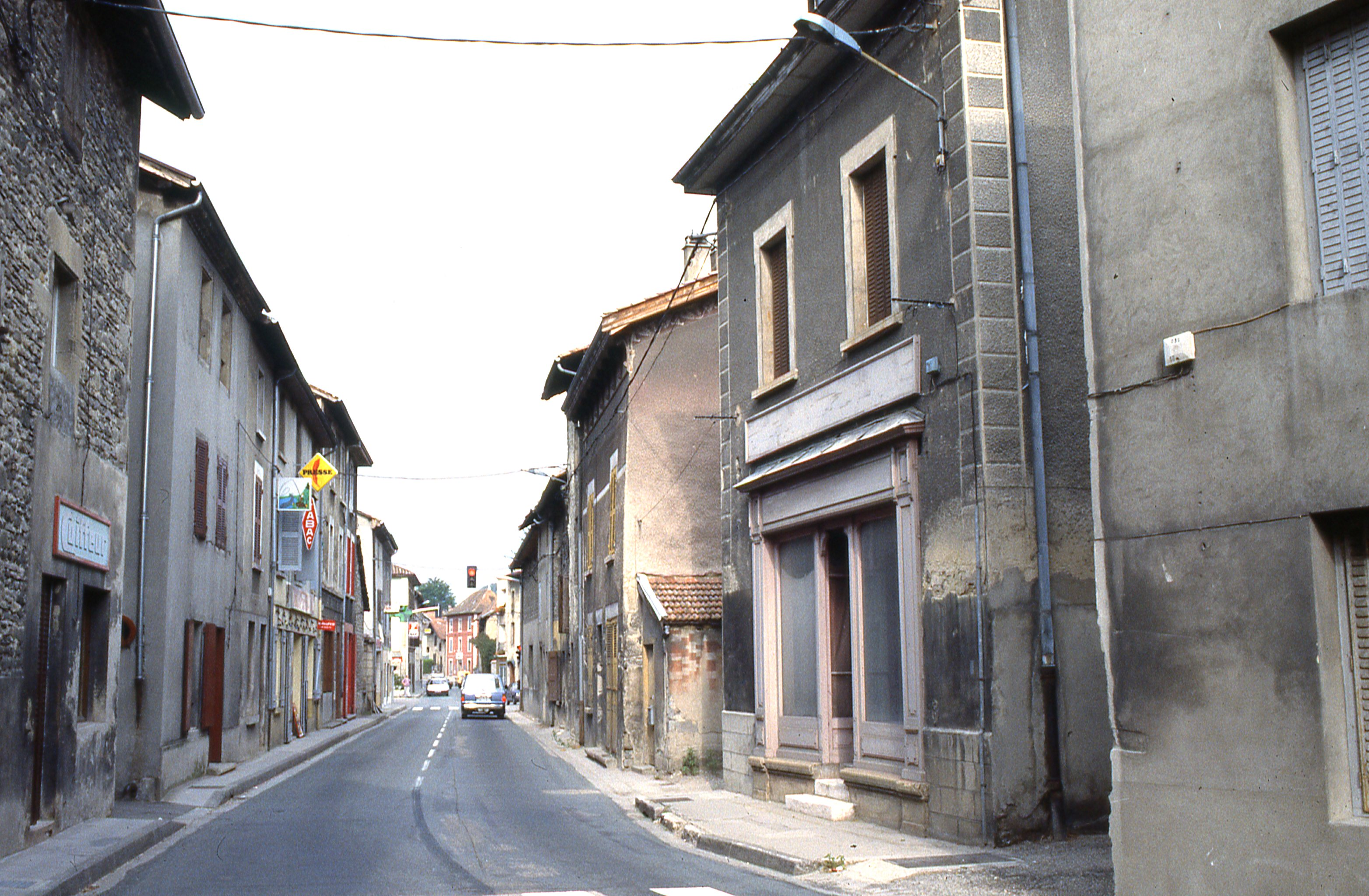
Centre-Bourg de Cessieu avant ses travaux d'aménagement de la période 1991/1994

La route départementale 1 006 (RD 1006) qui correspond à l'ancienne RN 6, reclassé en route départementale qui relie la commune avec les communes de La Verpillière, Bourgoin-Jallieu La Tour-du-Pin et Pont-de-Beauvoisin.

#### Voies ferroviaires et gare
C'est en 1823 par un décret royal de Louis XVIII que débute l'Histoire du chemin de fer en France mais c'est sous le règne de l'Empereur Napoléon III que le pays se couvrît de voies ferrées.
Le 21 août 1859, le conseil municipal de Cessieu émet le vœu que le tracé du Chemin de Fer du Dauphiné, par la vallée de la Bourbre, soit définitivement adopté, et examine les résultats de l'enquête publique le 9 septembre 1860. Les travaux de la ligne Lyon/ Grenoble s'exécutent et la gare de Cessieu  est mise en service le 22 août 1861 par la Compagnie Paris Lyon Méditerranée (PLM)  ; la gare devient  aussi bureau de distribution des dépêches.
Elle comprend un bâtiment principal au Nord (guichet, salle d'attente et logement du chef de gare) et un abri au Sud. Face à l'endettement des sociétés privées exploitant les voies ferrées de France, la plupart des lignes sont alors nationalisées ; c'est ainsi qu'en 1938 naît la SNCF.
La première génération de trains fut dominée pendant près d'un siècle par la propulsion à vapeur jusque vers 1970, laissant place à de plus en plus de diesel. Parallèlement, beaucoup  de lignes se sont électrifiées ainsi  celle traversant la Commune de Cessieu ; c'était en 1985, année du premier passage d'un TGV. Dans un  récent passé, la SNCF  a envisagé, par souci  d'économie, de nombreuses suppressions d'arrêts de trains à Cessieu. Dès 1988, le conseil municipal arguant de l'urbanisation et de la poussée démographique de la commune,  s'est opposé avec les usagers  à ce projet.
En 1997, la gare est désaffectée et mise en vente. Faute d'acquéreur, elle sera démolie en 1999. Ne subsiste que l'entrepôt. Mais, la SNCF, en partenariat avec la Région Rhône Alpes,  maintient finalement  des arrêts dont le nombre s'est beaucoup accru depuis  ; ceci  avec l'aménagement  d'une "halte ferroviaire " à entrée libre (et  parking) desservie par le "Transport Express Régional" - T.E.R.

#### Aérodrome
Ce terrain d'aviation de se dénomme " Terrain de Mouchon", sur lequel a débuté dès 1924 une activité aéronautique qui s'est développée avec la création de " l'Aéro-Club de La Tour du Pin - Bourgoin"  aux termes de ses statuts déposés en Préfecture le 3 juillet 1929.

## Urbanisme

### Typologie
Au 1er janvier 2024, Cessieu est catégorisée bourg rural, selon la nouvelle grille communale de densité à sept niveaux définie par l'Insee en 2022.
Elle appartient à l'unité urbaine de La Tour-du-Pin, une agglomération intra-départementale regroupant 15  communes, dont elle est une commune de la banlieue,,. Par ailleurs la commune fait partie de l'aire d'attraction de Lyon, dont elle est une commune de la couronne,. Cette aire, qui regroupe 397 communes, est catégorisée dans les aires de 700 000 habitants ou plus (hors Paris),.

### Occupation des sols
L'occupation des sols de la commune, telle qu'elle ressort de la base de données européenne d’occupation biophysique des sols Corine Land Cover (CLC), est marquée par l'importance des territoires agricoles (48 % en 2018), en diminution par rapport à 1990 (51,7 %). La répartition détaillée en 2018 est la suivante : 
zones agricoles hétérogènes (30,3 %), forêts (27,3 %), terres arables (16,2 %), zones urbanisées (13,8 %), milieux à végétation arbustive et/ou herbacée (6,4 %), zones industrielles ou commerciales et réseaux de communication (4,5 %), prairies (1,6 %). L'évolution de l’occupation des sols de la commune et de ses infrastructures peut être observée sur les différentes représentations cartographiques du territoire : la carte de Cassini (XVIIIe siècle), la carte d'état-major (1820-1866) et les cartes ou photos aériennes de l'IGN pour la période actuelle (1950 à aujourd'hui).

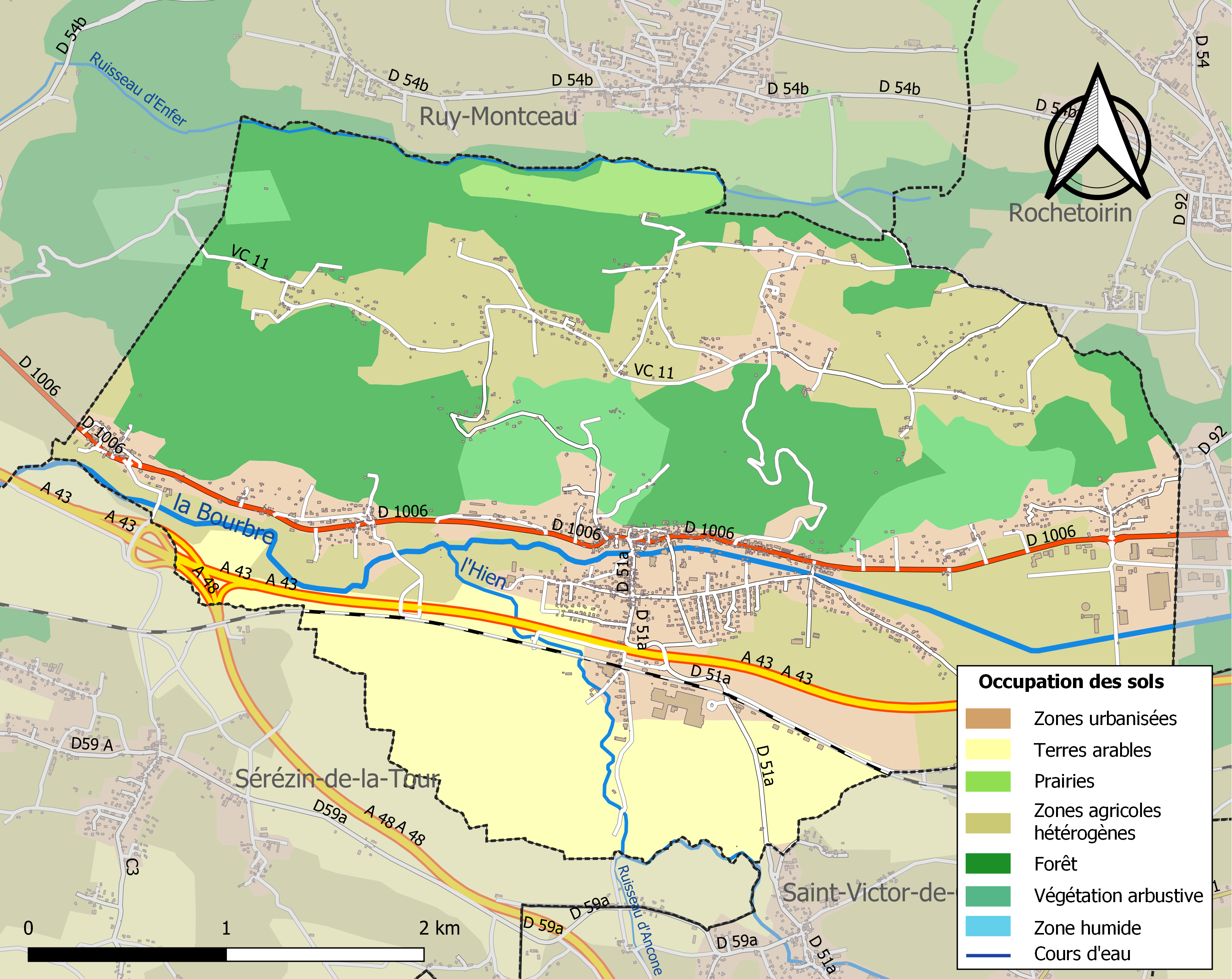
Carte des infrastructures et de l'occupation des sols de la commune en 2018 (CLC).

### Hameaux, lieux-dits et écarts
Le bourg de Cessieu correspond à la partie la plus urbanisée avec 7 immeubles collectifs, de nombreuses anciennes maisons le long de la route D 1006 et un habitat pavillonnaire qui s'est développé depuis 1982 aux abords du centre dans la plaine.
Au nord, le Bois de Cessieu avec son école élémentaire , d'aspect rural avec un habitat pavillonnaire plutôt disséminé.
À l'est, les hameaux de Fossard et de Pévrin à proximité de la zone d'activités économiques des Vals du Dauphiné
Au sud, le Terrain de Mouchon ou aérodrome et le Devey avec l'entreprise industrielle TECUMSEH EUROPE et une zone artisanale. De nombreux terrains agricoles sont exploités dans ce secteur le long de l'autoroute A 43.

Et  à l'ouest, les hameaux de Vachères et de Coiranne avec des maisons d'habitation de part et d'autre de la route D 1006.

### Eau et assainissement

#### Eau potable
Avant 1950, les divers quartiers de Cessieu étaient desservis en eau potable au moyen de sources situées dans le coteau alimentant bassins et fontaines. De nombreuses propriétés étaient dotées d'un puits.
De 1951 à 1956, la commune créa un réseau d'eau potable dans la partie centrale du village ; un réservoir de stockage ayant été construit dans le coteau à mi-hauteur en bordure de la route du bois de Cessieu. Ce réseau fit l'objet de diverses extensions au fil des années ; la commune étant gestionnaire en régie directe jusqu'au 1er mai 1990 date à laquelle le réseau  a été transféré au District Urbain de La Tour du Pin. Ce dernier a notamment construit en 1982 un captage d'eau avec pompage près de Vachères et une station de refoulement dans le quartier de la Madeleine. Le réseau étant devenu vétuste, la collectivité a fait procéder à d'importants remplacements de canalisations afin de le moderniser.
Le réseau d'eau du hameau du  Bois de Cessieu est indépendant et il est géré depuis  le 27 avril 1954, date de sa création, par le Syndicat des Eaux de la Région Dolomieu-Montcarra.

#### Assainissement
L'assainissement collectif est apparu d'abord dans la partie la plus agglomérée du Bourg à partir de 1977. Une station d'épuration communale a été créée et mise en service en 1983. Se sont ensuite succédé plusieurs tranches d'extension de ce réseau dont la dernière ayant concerné les hameaux de Vachères et de Coiranne en 2018. La station d'épuration de Cessieu a été démolie en 2018 après qu'un réseau de refoulement des effluents de la Commune de Cessieu  vers la station intercommunale "Epur'vallons" près du Pont Rouge, ait été réalisé en 2017 pour devenir opérationnel en 2018. Cette station "Epur'vallons" avait  été construite par la Communauté des Vallons de La Tour en 2011 pour être mise en service en avril 2012. Cet équipement s'est substitué  à une station dont la capacité de traitement était devenue insuffisante, construite par le district urbain de La Tour du Pin  au même lieu en 1990. Le gestionnaire actuel  du réseau cessieutois est nommément la "Communauté de Communes Les Vals du Dauphiné", structure intercommunale  ayant vu le jour le 1er janvier 2017.
Le Hameau du Bois de Cessieu n'est pas desservi par un réseau d'assainissement collectif et ne le sera jamais, sans doute...

### Risques naturels et technologiques

#### Risques sismiques
L'ensemble du territoire de la commune de Cessieu est situé en zone de sismicité no 3 (sur une échelle de 1 à 5), comme la plupart des communes de son secteur géographique.
| Type de zone | Niveau            | Définitions (bâtiment à risque normal) |
| ------------ | ----------------- | -------------------------------------- |
| Zone 3       | Sismicité modérée | accélération = 1,1 m/s2                |

## Toponymie
Selon André Plank, auteur d'un livre sur la toponymie des communes de l'Isère (2006), la commune est connue sous le nom de Saysseu au XIe siècle. Selon cet auteur, son nom serait dérivé du latin « saxeus », signifiant « du rocher » (la même étymologie est évoquée pour la ville de Seyssuel, en Isère, par Albert Dauzat),.

## Histoire

### Préhistoire et Antiquité
Selon la légende le général romain Cassius fonda la cité sur un camp fortifié. La ville forte est plus tard mentionnée oppidum cassiacum. Cette hypothèse est renforcée par l'existence d'une rue Général Cassius en plein cœur du bourg.

### Moyen Âge et Temps modernes
Plusieurs batailles valurent aux Cessieutois une réputation de bravoure : en 1325 lors de la bataille de Varey qui vit la défaite complète du comte Édouard de Savoie et lors des attaques du baron des Adrets en 1562.

## Politique et administration

### Liste des maires
| Période                                  | Période   | Identité            | Étiquette    | Qualité |
| ---------------------------------------- | --------- | ------------------- | ------------ | --- |
| mai 1945                                 | mars 1971 | Camille Bel         |              | Agriculteur |
| mars 1971                                | mars 1983 | Ernest Perrichon    |              | Préparateur en pharmacie Conseiller districal                                                                      |
| mars 1983                                | mars 2001 | Alain Blondel       | Centre droit | Clerc de notaire Conseiller communautaire Président Association des maires du canton de La Tour du Pin (1995-2001) |
| mars 2001                                | mars 2014 | Roland Corsat       |              | Fonctionnaire finances publiques Conseiller communautaire                                                          |
| mars 2014                                | En cours  | Christophe Brochard | MoDem        | Fonctionnaire Conseiller communautaire                                                                             |
| Les données manquantes sont à compléter. |           |                     |              | |

### Jumelages
Civitella Roveto (Italie) depuis 2004.

## Population et société

### Démographie
L'évolution du nombre d'habitants est connue à travers les recensements de la population effectués dans la commune depuis 1793. Pour les communes de moins de 10 000 habitants, une enquête de recensement portant sur toute la population est réalisée tous les cinq ans, les populations de référence des années intermédiaires étant quant à elles estimées par interpolation ou extrapolation. Pour la commune, le premier recensement exhaustif entrant dans le cadre du nouveau dispositif a été réalisé en 2005.

En 2022, la commune comptait 3 257 habitants, en évolution de +10,97 % par rapport à 2016 (Isère : +3,07 %, France hors Mayotte : +2,11 %).
| 1793  | 1800  | 1806  | 1821  | 1831  | 1836  | 1841  | 1846  | 1851  |
| ----- | ----- | ----- | ----- | ----- | ----- | ----- | ----- | ----- |
| 1 606 | 1 676 | 1 698 | 1 828 | 2 012 | 2 022 | 2 033 | 1 982 | 1 858 |

| 1856  | 1861  | 1866  | 1872  | 1876  | 1881  | 1886  | 1891  | 1896  |
| ----- | ----- | ----- | ----- | ----- | ----- | ----- | ----- | ----- |
| 1 777 | 1 728 | 1 712 | 1 687 | 1 674 | 1 566 | 1 532 | 1 438 | 1 364 |

| 1901  | 1906  | 1911  | 1921  | 1926  | 1931  | 1936  | 1946  | 1954  |
| ----- | ----- | ----- | ----- | ----- | ----- | ----- | ----- | ----- |
| 1 300 | 1 227 | 1 206 | 1 020 | 1 154 | 1 127 | 1 116 | 1 167 | 1 161 |

| 1962  | 1968  | 1975  | 1982  | 1990  | 1999  | 2005  | 2006  | 2010  |
| ----- | ----- | ----- | ----- | ----- | ----- | ----- | ----- | ----- |
| 1 343 | 1 609 | 1 610 | 1 682 | 2 025 | 2 112 | 2 474 | 2 526 | 2 652 |

| 2015  | 2020  | 2022  | - | - | - | - | - | - |
| ----- | ----- | ----- | - | - | - | - | - | - |
| 2 886 | 3 172 | 3 257 | - | - | - | - | - | - |

### Enseignement
La commune est rattachée à l'académie de Grenoble. Elle dépend de la circonscription d'inspection du 1er degré de La Tour du Pin
Les services d'enseignement public primaire comptent l'école maternelle du moulin - 123 enfants, l'école élémentaire du château - 202 élèves et l'école élémentaire du bois de Cessieu - 23 élèves. Soit un total de 348 enfants scolarisés en 2020/2021 ainsi qu'un restaurant scolaire..

### Équipement culturel et clubs sportifs
Le stade "Camille Bel" ainsi que la Halle Omnisports et la salle de gymnastique/danse Il existe également un local théâtre.
En 2021, 43 associations diverses dont douze à vocation sportive dont l'ASC foot, l'ASC basket, l'ASC boules, gym détente, aïkido, Cessieu hand ball, les clubs de marche des ânes, de tennis, karaté club shotokan, pétanque cessieutoise, tai chi chuan, yoga cessieutois.

### Médias
Historiquement, le quotidien à grand tirage Le Dauphiné libéré consacre, chaque jour, y compris le dimanche, dans son édition du Nord-Isère, un ou plusieurs articles à l'actualité de la ville, ainsi que des informations sur les manifestations locales, les travaux routiers, et autres événements à caractère local.

### Cultes
La communauté catholique et l'église de Cessieu (propriété de la commune) dépendent de la paroisse Sainte-Anne qui est, elle-même, rattachée au diocèse de Grenoble-Vienne.

## Économie

### Emplois
Selon INSEE 2017
ACTIFS : 77,50 % dont 70,10 % ayant un emploi et 7,40% de chômeurs.

INACTIFS : 7 % d'élèves, étudiants et stagiaires non rémunérés - 9,30 % de retraités ou préretraités - 6,20 % d'autres inactifs.

### Secteurs d'activité
- Activités économiques  (en 2021) :
  - 7 établissements industriels
  - 15 établissements commerciaux
  - 42 établissements artisanaux
  - et 12 professions libérales

### Lieux et monuments

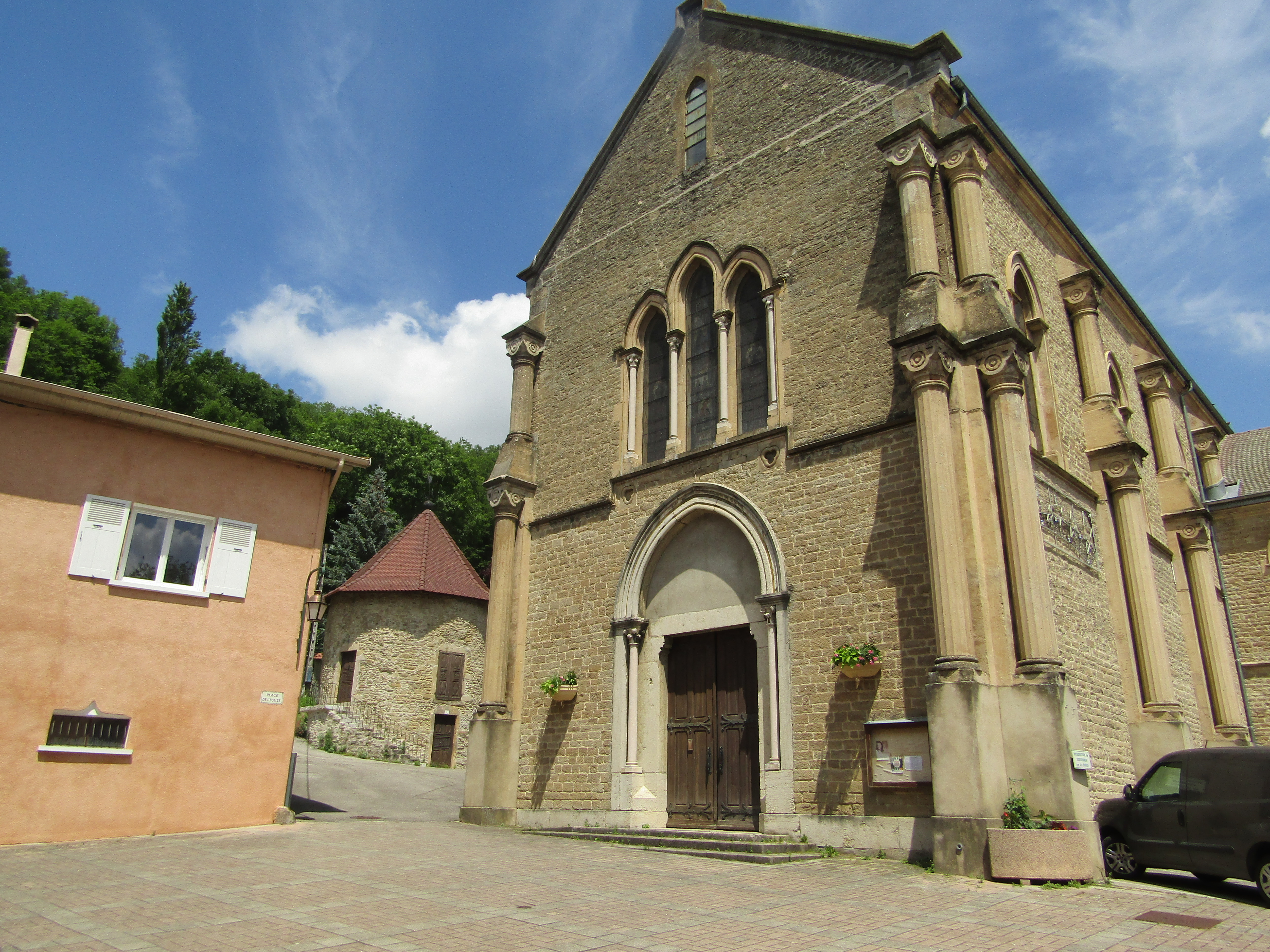
Porche de l'église de Cessieu

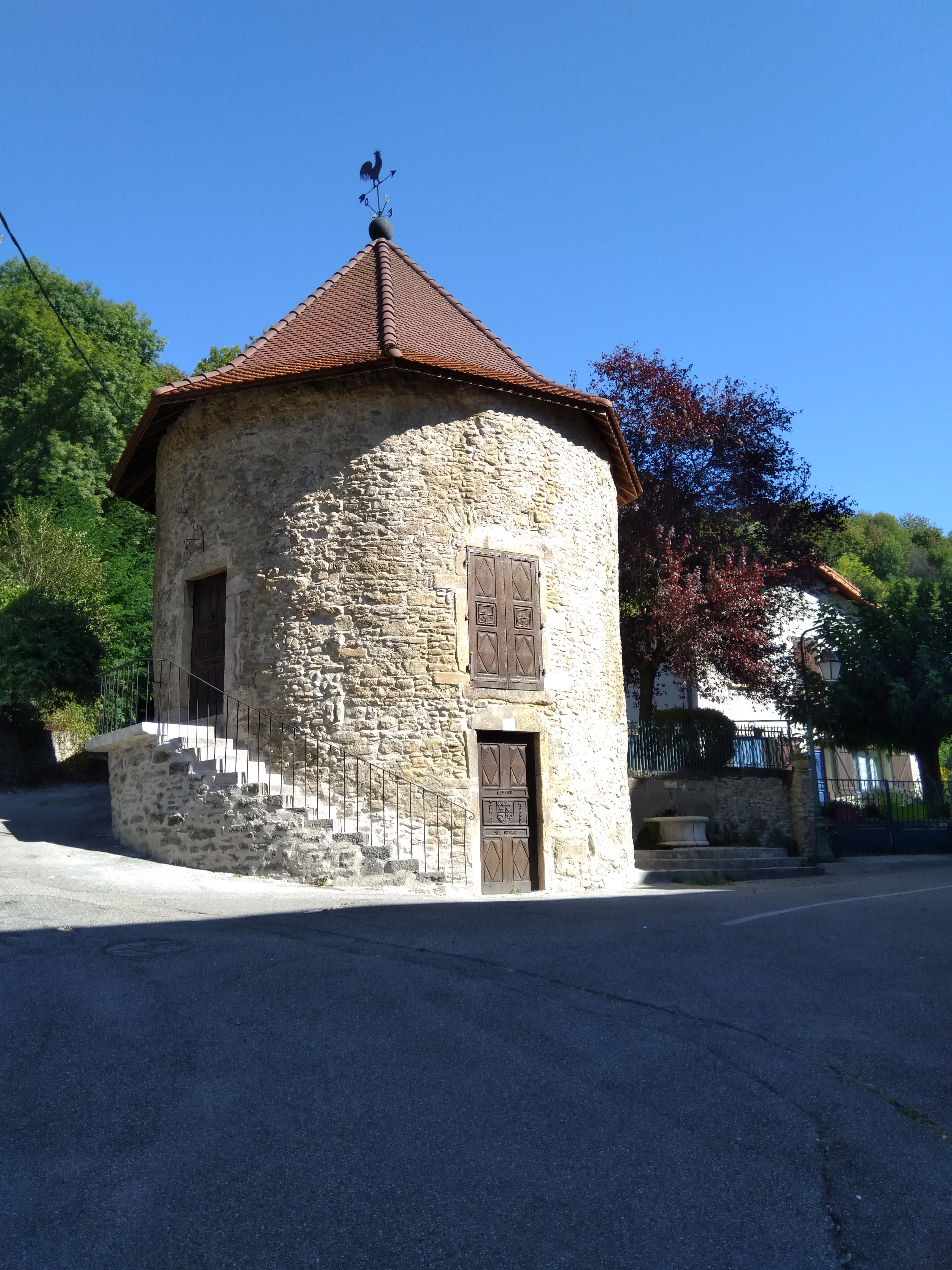
Tour de l'Horloge - XIIIe siècle.

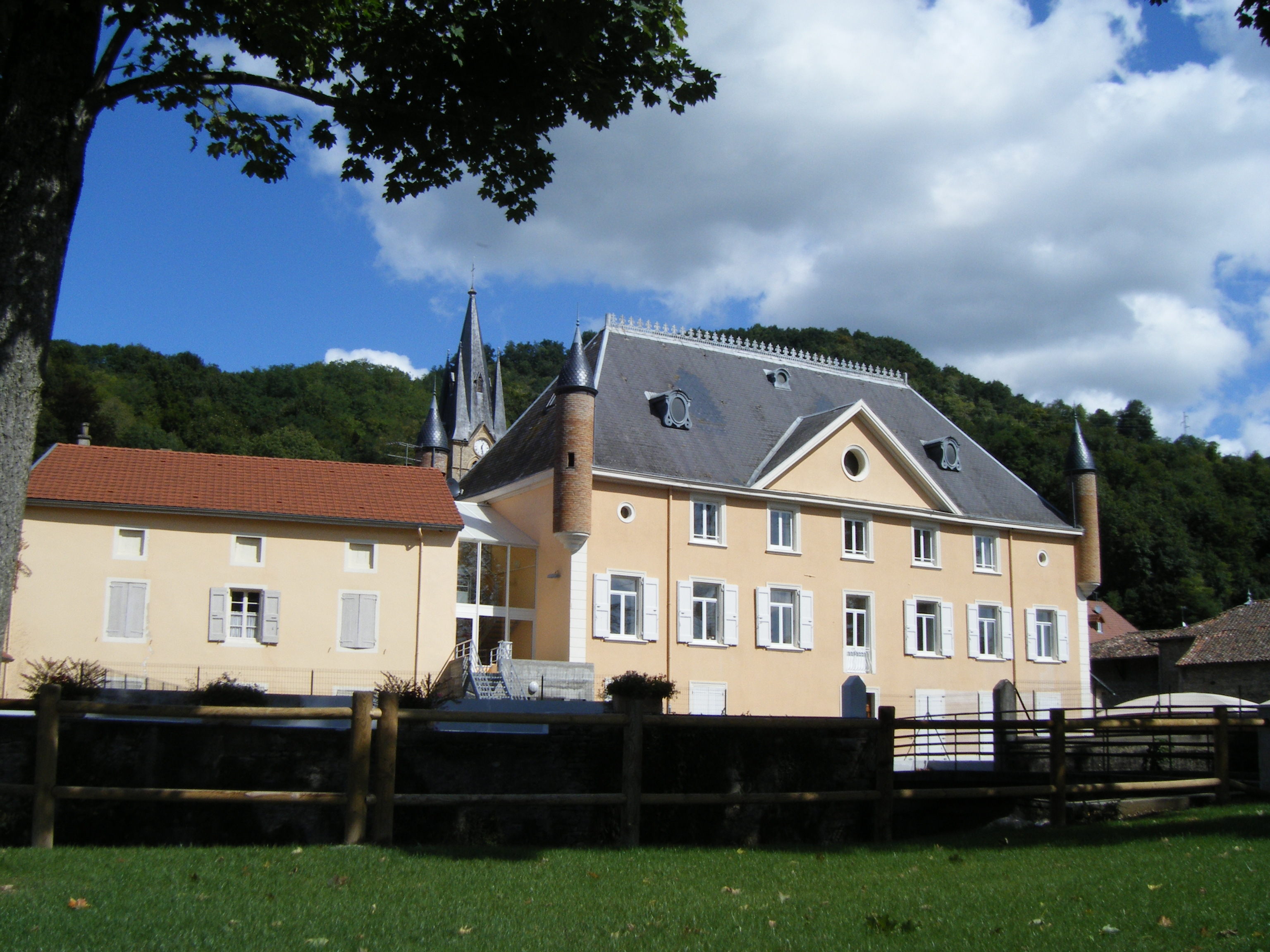
École élémentaire du Château (siège de l'ancienne mairie de 1953 à 2007) avec à gauche l'ancienne cure.

- L'église Saint-Martin de style néo-gothique, érigée de 1863 à 1866 en place de l'ancienne église devenue "trop petite et en mauvais état" et d'un plus ancien cimetière. Cette dernière abritait une cloche en bronze du XVe siècle, classée Monument Historique, d'un diamètre de 81 cm et portant des inscriptions latines, vendue en 1911. L'église actuelle est dédiée à saint Martin et a été consacrée lors de la fête de la Trinité en 1866. Elle a été édifiée suivant les plans de l'architecte diocésain Alfred Berruyer (1853-1886). L'inscription "1879" sur le clocher correspondrait à l'année de l'installation de l'horloge. Le chœur est décoré de fresques contemporaines datant de 1950 réalisées par un peintre hollandais bénévole du nom de Cor Van Geleuken décédé le 22 septembre 1986.
- le monument aux morts communal, érigé sur la place du Plâtre, en bordure de la Bourbre.
- La chapelle de la Salette  et l'ancienne maison forte du Chastelard - L'actuelle chapelle a été érigée en 1864 par le chanoine Noël Crochat, prêtre à Cessieu avec l'aide de  son beau-frère Laurent Noché  sur les ruines de l'ancienne maison forte du Châtelard. Le chanoine Crochat né à Cessieu, le 7 septembre 1796 est décédé le  14 février 1869 après avoir légué par testament du 31 janvier 1869  la chapelle de la Salette à la "Fabrique de la Paroisse de Cessieu " outre une rente  à charge par elle  d'entretenir l'édifice et d'y faire dire des messes. Conformément à ses dernières volontés, le chanoine Crochat a été inhumé ainsi que sa sœur Brigitte et son beau-frère Laurent Noché dans le caveau pratiqué dans ladite chapelle. D'importants travaux de restauration de la chapelle ont été réalisés par l'Association d'éducation populaire de Cessieu  et la Commune  durant les années 2005-2006.
- La chapelle Saint-Joseph, édifice situé en bordure du plateau du bois de Cessieu au-dessus du bourg et surplombe toute la vallée[29].
- La tour de l'horloge (XIIIe siècle), vestige des fortifications de la cité, devenue propriété privée. "À l'origine, elle flanquait un des angles de l'enceinte de Cessieu, au Moyen Âge. Elle servit de prison, puis de mairie jusqu'à la fin du XIXe siècle. En 1937 pour Pâques, elle fut ouverte comme gîte d'étape des auberges de jeunesse" (d'après le docteur Denier dans son livre Terre des Dauphins).
- Demeure de la Tivelière, propriété sise au lieudit "Coiranne" aurait appartenu de 1434 à 1550 à des seigneurs de la famille de Maugiron, originaire du Viennois, amis de François Ier. Elle est actuellement habitée par son propriétaire.
- Le « Trompe l’œil »  (façades peintes dans le centre-bourg) (et murs peints en face de la salle des Fêtes - fresque du Moulin). Ces trompe-l’œil ont été réalisés par l'atelier "Les Éléphants Heureux" - Georges Faure à Lyon - respectivement en 1994 et 2004.
- L'école du château  - Bâtiment orné en angle de quatre tourelles situé en face de l’église dont il est séparé par la route principale Lyon/Chambéry acquis par la Commune de Cessieu, le 31 janvier 1952 de Suzanne Aubard qui l'avait elle-même acquis des consorts Brun le 9 février 1935. La mairie installée auparavant près de l'agence postale et de la bibliothèque a été transférée en 1953 au rez-de-chaussée de ce bâtiment dont le surplus a été affecté à l'usage de classes d'école et logement d'instituteurs. La mairie s'installe à partir de juillet 2007 dans les locaux actuels de la propriété acquise par la commune en 2006 et dans laquelle les époux Noël Cottaz ont exploité durant une trentaine d'années le restaurant de la Gentilhommière. Cette propriété avec son parc attenant au stade Camille-Bel appartenait autrefois à la famille du général Mignot, personnalité de la commune.

### Personnalités liées à la commune
- Paul Joseph Hyacinthe Mignot (1865-1949), général de division ayant participé à la Grande Guerre.

### Héraldique, logotype et devise
| Blason de Cessieu - De gueule au chardon de sinople, au chef d'azur et à la teste d'âne brayant d'argent | Blason  | Inconnu.                                         |
| Blason de Cessieu - De gueule au chardon de sinople, au chef d'azur et à la teste d'âne brayant d'argent | Détails | Le statut officiel du blason reste à déterminer. |